# Proteazy aspartylowe
Proteazy aspartylowe (proteazy asparaginowe, proteazy karboksylowe) – grupa proteaz zawierająca w centrum aktywnym dwie grupy karboksylowe z łańcuchów bocznych dwóch reszt kwasu asparaginowego, katalizujące hydrolizę wiązania peptydowego.

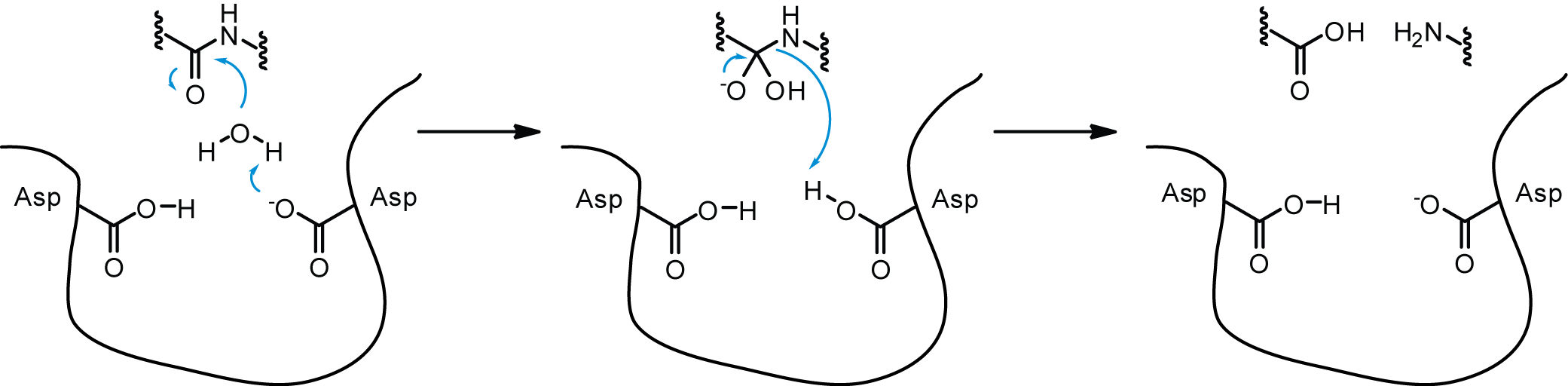
Mechanizm działania proteaz aspartylowych

Przykłady: pepsyna, podpuszczka, ketapsyna IV, ketapsyny D i E.